# Tropidonophis novaeguineae
Espèce
Synonymes
- Tropidonotus montanus novaeguineae Lidth de Jeude, 1911

Tropidonophis novaeguineae est une espèce de serpents de la famille des Natricidae.

## Répartition
Cette espèce est endémique de Nouvelle-Guinée. Elle se rencontre tant dans la partie Papouane-néo-guinéenne que dans la partie indonésienne.

## Étymologie
Cette espèce est nommée en référence au lieu de sa découverte, la Nouvelle-Guinée.

## Publication originale
- Lidth de Jeude, 1911 : Résultats de l'expédition scientifique néerlandaise à la Nouvelle-Guinée en 1907 sous les auspices de Dr. H.A. Lorenz. Nova Guinea, vol. 9, p. 265-287 (texte intégral).